# Akitoshi Kawazu

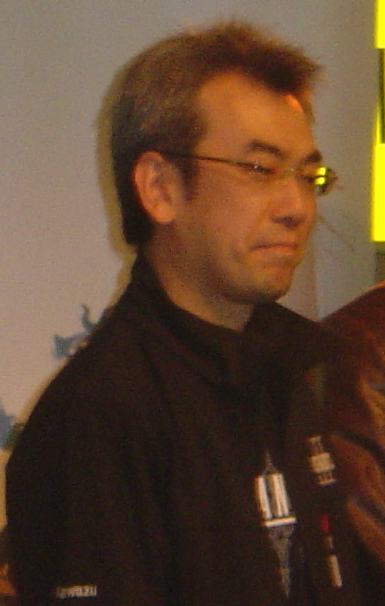
Akitoshi Kawazu auf der Veröffentlichungsparty von Final Fantasy XII 2007 in London.

Akitoshi Kawazu (jap. 河津 秋敏, Kawazu Akitoshi; * 5. November 1962 in der Präfektur Kumamoto) ist ein japanischer Videospielentwickler. Er ist Absolvent des Instituts für Technologie in Tokio und arbeitet seit 1987 für Square (heute: Square Enix). Außerdem ist er der „Kopf“ von Square Enix’ Production Team 2.

## Ludografie
- Final Fantasy: Game Design
- Final Fantasy II: Game Design
- Final Fantasy Legend: Direktor und Szenario
- Final Fantasy Legend II: Direktor und Szenario
- Romancing SaGa: Direktor, Szenario, System Design und Battle Design
- Romancing SaGa 2: Direktor, Szenario und Game Design
- Romancing SaGa 3: Direktor
- Treasure of the Rudras: Supervisor
- SaGa Frontier: Produzent und Direktor
- SaGa Frontier 2: Produzent
- Racing Lagoon: Produzent
- Legend of Mana: Produzent
- Hataraku Chocobo: Produzent
- Wild Card (Spiel): Game Design
- Unlimited Saga: Produzent und Direktor
- Final Fantasy: Crystal Chronicles: Produzent
- Romancing SaGa: Minstrel Song: Produzent und Direktor
- Code Age Commanders: Executive Producer
- Final Fantasy XII: Executive Producer (mit Yōichi Wada)